# English Masters 1980
Das English Masters 1980 im Badminton fand vom 23. bis 27. September 1980 in der Royal Albert Hall in London, England, statt. Das Einladungsturnier wurde nach seinem Sponsor Friend’s Provident Masters genannt.

## Finalresultate
| Disziplin    | Sieger                           | Finalist                         | Ergebnis           |
| ------------ | -------------------------------- | -------------------------------- | ------------------ |
| Herreneinzel | Liem Swie King                   | Rudy Hartono                     | 15:11, 15:3        |
| Dameneinzel  | Lene Køppen                      | Yoshiko Yonekura                 | 11:5, 11:8         |
| Herrendoppel | Ade Chandra Christian Hadinata   | Thomas Kihlström Stefan Karlsson | 15:12, 17:12       |
| Damendoppel  | Yoshiko Yonekura Atsuko Tokuda   | Nora Perry Jane Webster          | 18:14, 6:15, 15:12 |
| Mixed        | Christian Hadinata Imelda Wiguna | Billy Gilliland Karen Chapman    | 15:6, 15:6         |